# 465 a.C.
Il 465 a.C. (CDLXV a.C. in numeri romani) è un anno  del V secolo a.C.

## Eventi
- A Gela e Siracusa, viene instaurata una democrazia moderata dopo la cacciata del tiranno Trasibulo di Siracusa, che si rifugia a Locri Epizefiri.
- Egitto: con la morte di Serse I di Persia, il principe egiziano Inaros guida una rivolta con l'aiuto di Atene.
- Roma: 
  - consoli Tito Quinzio Capitolino Barbato, al terzo consolato, e Quinto Fabio Vibulano, al secondo consolato.
  - il censimento conta 104.714 cittadini, esclusi orfani e vedove[1].

## Nati
- Teodoro di Cirene, matematico greco antico

## Morti
- Batto IV di Cirene, re
- Leagro, militare ateniese
- Serse I di Persia, re persiano (n. 519 a.C.)
- Sofane, militare ateniese